# ボクとキミの二重探偵
『ボクとキミの二重探偵』（ボクとキミのにじゅうたんてい）は、原作：辺天使、漫画：津田穂波による日本の漫画。
『ジャンプスクエア』（集英社）において、2020年4月号から2023年4月号まで連載された。

## 登場キャラクター
僕徒 レオ（ぼくと レオ）
青みがかった黒髪に同色の瞳を持つ私立二重橋高等学校の2年生。クラスは2―E。極度の弱虫で気弱な青年で、一人称は「ボク」。そのせいか、「ボクちゃん」とクラスメイトに馬鹿にされている。一見ビクビクしている普通の高校二年生だが、実は解離性同一性障害、いわゆる二重人格である。人格によって一人称が違い、主人格は「オレ」で、「ボク」の方は「オレ」が作り出した人格である。両手の親指を円を描くようにぐるぐるとするのが癖で、「ボク」と「オレ」でぐるぐるする向きが違う。また、「オレ」と「ボク」とでは随分と性格が異なり、「オレ」は計算高く打算的で腹黒く、「ボク」と比べ口も悪い。上手く二重人格であることを隠してきていたが、君乃ミキに見破られたことによってミキの妹、君乃ヒタリの死の真相を探ることに協力するようになる。ちなみに「ボク」は「オレ」を認知していなかったが、図書館の一件で認知するようになった。

君乃 ミキ（きみの ミキ）
紫がかった髪に同色の瞳を持つ私立二重橋高等学校の2年生。クラスは2―E。クラスでの席は、教室左後ろであり、僕徒レオの隣の席でもある。一人称は「私」。僕徒レオのことは「ボクちゃんさん」と呼んでいる。不可解なものは追求しないと気がすまないという性格。僕徒レオのことを不可解だと思い、観察するべく行動をともにしていた。僕徒レオの中の「オレ」の存在に気づき、双子の妹である君乃ヒタリの死の真相を探るために、僕徒レオと「二重の探偵」として調査している。

## 書誌情報
- 辺天使（原作）・津田穂波（漫画） 『ボクとキミの二重探偵』 集英社〈ジャンプ・コミックス〉、全8巻
  1. 2020年7月8日発行（7月3日発売[3]）、ISBN 978-4-08-882361-4
  2. 2020年11月9日発行（11月4日発売[4]）、ISBN 978-4-08-882483-3
  3. 2021年6月9日発行（6月4日発売[5]）、ISBN 978-4-08-882586-1
  4. 2021年10月9日発行（10月4日発売[6]）、ISBN 978-4-08-882810-7
  5. 2022年3月9日発行（3月4日発売[7]）、ISBN 978-4-08-883023-0
  6. 2022年7月9日発行（7月4日発売[8]）、ISBN 978-4-08-883171-8
  7. 2022年11月9日発行（11月4日発売[9]）、ISBN 978-4-08-883293-7
  8. 2023年4月9日発行（4月4日発売[10]）、ISBN 978-4-08-883411-5